# Wladimir Andrejewitsch Gringmuth

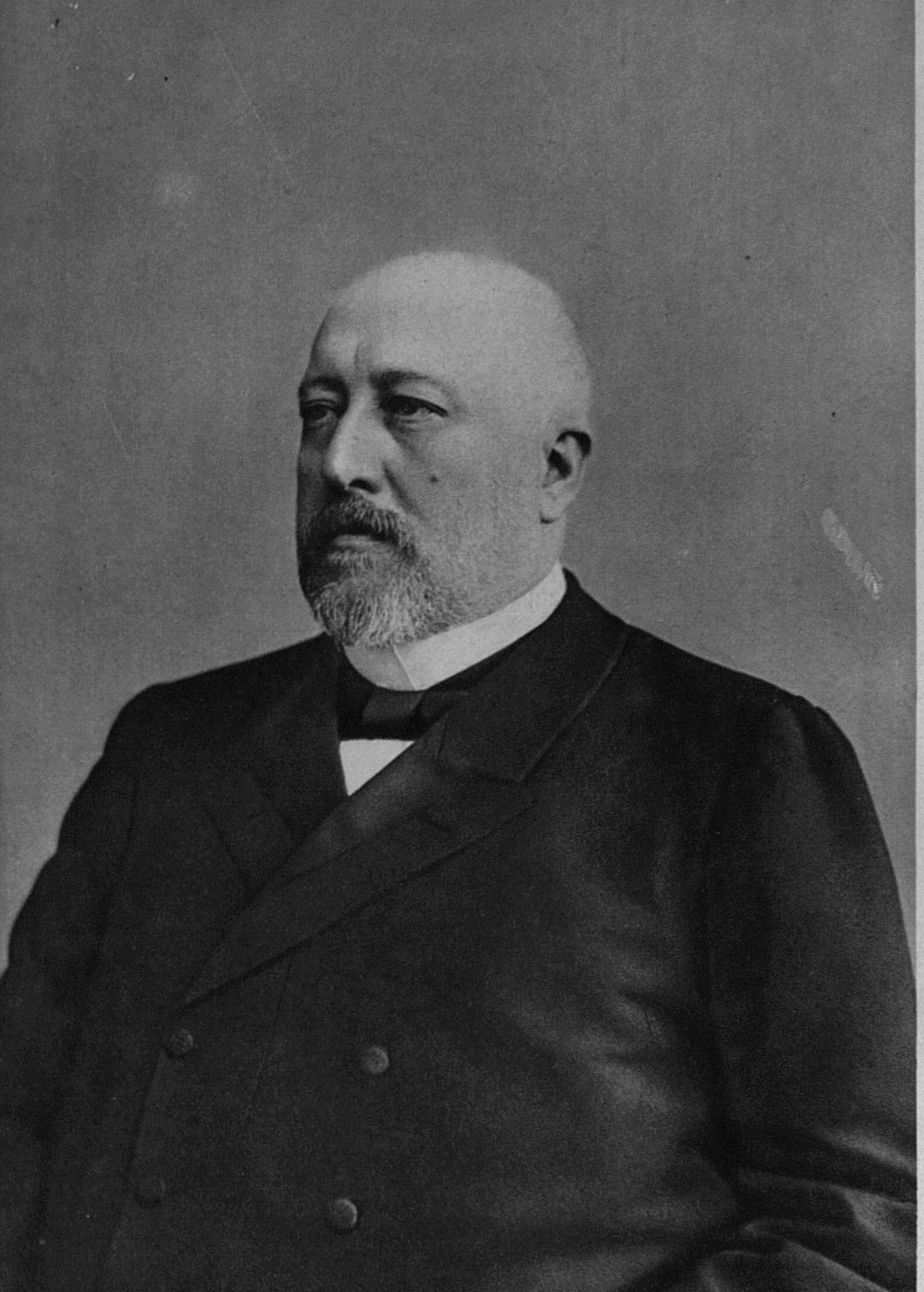
Wladimir Andrejewitsch Gringmuth

Wladimir Andrejewitsch Gringmuth, russisch Владимир Андреевич Грингмут, auch Waldemar Gringmuth, Pseudonyme Ruljow und Spectator (* 3. März 1851 in Moskau, Russisches Kaiserreich; † 28. Oktober 1907 ebenda), war ein deutsch-russischer Klassischer Philologe, Schullehrer, Publizist, Literaturkritiker und Politiker des Monarchismus.

## Leben
Gringmuth wuchs in einem lutherischen, deutsch-russischen Elternhaus auf. Sein Vater, der aus Sprottau gebürtige Philologe Christian Willibald Heinrich (Andrei Iwanowitsch) Gringmuth (1815–1870), der als Deutsch- und Lateinlehrer an privaten Moskauer Pensionaten unterrichtete, vermittelte ihm eine häusliche Schulbildung. Seine Mutter war die Textilfabrikantentochter und Musiklehrerin Bertha von Sokolowsky (Berta Petrowna Sokolowskaya). In den Jahren 1866 bis 1870 besuchte er als Gasthörer die Klassische Abteilung der Historisch-Philologischen Fakultät der Moskauer Universität. Dort prägte Pawel Michailowitsch Leontjew (1822–1874) sein Weltbild und machte ihn mit Michail Nikiforowitsch Katkow und der Redaktion der Zeitung „Moskauer Nachrichten“ bekannt. 1872 wechselte er an die Universität Berlin. Auch ging er nach Leipzig, um Ägyptologie zu studieren.
Ab 1870 unterrichtete Gringmuth Deutsch, Altgriechisch und Ästhetik am Zarewitsch-Nikolaj-Gedächtnis-Lyzeum in Moskau, das er in den Jahren 1894 bis 1996 als Direktor leitete. Außerdem lehrte er am Gymnasium von S. N. Fischer und an der Musik- und Dramenschule der Philharmonischen Gesellschaft Moskau.
1876 wurde er russischer Staatsbürger. 1878 trat er zur russisch-orthodoxen Kirche über. In den Jahren 1897 bis 1907 diente er als Präses der Kirche des Sergius von Radonesch zu Rogoschskaja Sloboda. 1890 zum Wirklichen Staatsrat ernannt, erhob ihn Alexander III. 1892 in den erblichen Adel. 1891 beteiligte er sich an der von Bildungsminister Ivan Davidowitsch Deljanow (1818–1897) eingeleiteten Reform der mittleren Bildungseinrichtungen.
Gringmuth verfasste zahlreiche Arbeiten der Klassischen Philologie, etwa Die Schuld der Sophokleischen Antigone, 1894 veröffentlicht in den Jahrbüchern für Philologie und Pädagogik (Band 149). Aus seiner Feder stammen ferner literaturdidaktische Werke für Kinder, in denen er die herausragende Bedeutung des Studiums antiker Autoren für die geistige Entwicklung und sittliche Erziehung betonte. Darüber hinaus schrieb er für eine Reihe von Zeitungen, unter anderem ab 1870 für die „Zeitgenössischen Nachrichten“, für die „Moskauer Nachrichten“, ab 1871 für den „Russischen Boten“, ab 1873 für das „Journal des Volksbildungsministeriums“. In den Jahren 1890 bis 1895 führte er in der Zeitschrift „Russische Umschau“ unter dem Pseudonym „Spectator“ eine politische Chronik. Im Dezember 1896 wurde er Nachfolger des Herausgebers und Chefredakteurs der „Moskauer Nachrichten“ Sergej Alexandrowitsch Petrowski (1846–1917), nachdem er in den 1890er Jahren dessen engster Mitarbeiter gewesen war. Nikolaus II. kommentierte diese Personalentscheidung in einem handschriftlichen Vermerk als „überaus glückliche Wahl“.
Als Literaturkritiker wandte sich Gringmuth gegen den Nihilismus der Sechzigerjahre-Generation, der seines Erachtens in den Redaktionen der führenden Petersburger Journale den Ton angab. Dass der „Bote Europas“ mit dem französischen Schriftsteller Émile Zola zusammenarbeitete, wertete er als Indiz einer russlandfeindlichen Haltung der Zeitschrift. Der aufrührerischen Intelligenzija stellte Gringmuth die „gesunden konservativen Kräfte der Gesellschaft“ entgegen, die seines Erachtens vor allem vom Gutsadel getragen wurden. In seiner politischen Publizistik stand er in der Nachfolge Katkows. In seiner Staatsidee, nach der er Russland als Drittes Rom verstand, befürwortete Gringmuth die Monarchie und trat reformerischen Ansätzen entgegen, die auf Beschränkung der Autokratie zielten. Scharf polemisierte er gegen die „Russischen Nachrichten“, den „Boten Europas“ und andere liberale Publikationen. Er begrüßte den von Innenminister Wjatscheslaw Konstantinowitsch von Plehwe eingeschlagenen Kurs, insbesondere dessen Maßnahmen zur Einschränkung der Semstwo-Bewegung. Gegen dessen Nachfolger Pjotr Dmitrijewitsch Swjatopolk-Mirski, der einen liberaleren Kurs einschlug, startete er eine publizistische Kampagne. In der Revolution von 1905 sah er eine „auf die Missachtung der Gesetze gerichtete Eigenmächtigkeit des Bösen“, maßgeblich verursacht durch den Umstand, dass sich die Petersburger Bürokratie zwischen Zar und Volk geschoben und dadurch die seit Urzeiten zwischen diesen bestehende Einheit zerstört habe. Den Vorsitzenden des Ministerrats, Sergei Juljewitsch Witte, kritisierte er. Als entschiedener Reaktionär sprach er sich gegen die revolutionären Forderungen aus und wandte sich offen gegen das Reskript des Zaren vom 18. Februar 1905: Wenn alle „Prämissen des Staatsaufbaus von heute an von allen möglichen gesellschaftlichen und staatlichen Einrichtungen ausgearbeitet werden, dann gerät alles ins Wanken, wird kritisiert, verurteilt und zerstört. Dann bricht das Chaos aus“. Im Frühjahr 1905 rief Gringmuth alle Anhänger der Autokratie zum Zusammenschluss auf. Seines Erachtens reichte es nicht, eine Zeitung herauszugeben – man müsse sich vielmehr damit befassen, die „national-russischen Abwehrkräfte“ zu organisieren.
Im April 1905 gründete er die Russische Monarchistische Partei (2000 Mitglieder) und führte deren Zentralbüro. Die Sitzungen der Partei, die sich die „Stärkung der monarchistischen autokratischen Macht in der Rus“ zum Ziel setzte, fanden von Oktober 1905 an in seiner Wohnung statt. Er verurteilte das Oktobermanifest und die Gründung der Staatsduma. Als Mitglied einer Delegation konservativer Politiker forderte er Nikolaus II. am 1. Dezember 1905 zur Rücknahme des Manifests auf. Unter den obwaltenden Umständen befürwortete er eine von dem Moskauer Generalgouverneur Fjodor Wassiljewitsch Dubassow (1845–1912) angeführte Militärdiktatur. Er bemühte sich um den Zusammenschluss aller monarchistischen Kräfte des Landes, war Vorsitzender der monarchistischen „Russischen Sammlungsbewegung“ und einer der Organisatoren und Vorsitzender der ersten vier Kongresse des Bundes des russischen Volkes (1906–1907). Mit Blick auf die Wahlen zur Zweiten Staatsduma sprach er sich im Gegensatz zu zahlreichen anderen Monarchisten für einen Boykott aus. In seinen publizistischen Beiträgen jener Jahre schob Gringmuth die Schuld an der Revolution den Fremdstämmigen und vor allem Juden zu, was ihn in die geistige Nähe der Schwarzen Hundertschafter rückte. Dem Agrarreformer Pjotr Arkadjewitsch Stolypin stand er ablehnend gegenüber. Im Juni 1907 begrüßte er die Auflösung der Zweiten Staatsduma und forderte eine Revision der Verfassung.
Gringmuth starb im Alter von 56 Jahren an einer Lungenentzündung. Sein Grabmal auf dem Friedhof des Traurigen Klosters in Moskau entwarf der Maler Wiktor Michailowitsch Wasnezow. Durch Nadeschda (1879–1957), eine seiner vier Töchter aus der Ehe mit der Adeligen Ljubow Dimitrijewna, geborene Zmeewa, der Tochter eines Hofrats, war Gringmuth Schwiegervater des Schweizer Architekten und Malers Carlo Böcklin, des Sohnes des Malers Arnold Böcklin. Ternei, ein Ort am Japanischen Meer, wurde von russischen Siedlern 1908 zu seinem Andenken unter dem Namen „Gringmutowka“ gegründet.